# Ukrainian Orthodox Church of St. John (Pembina)

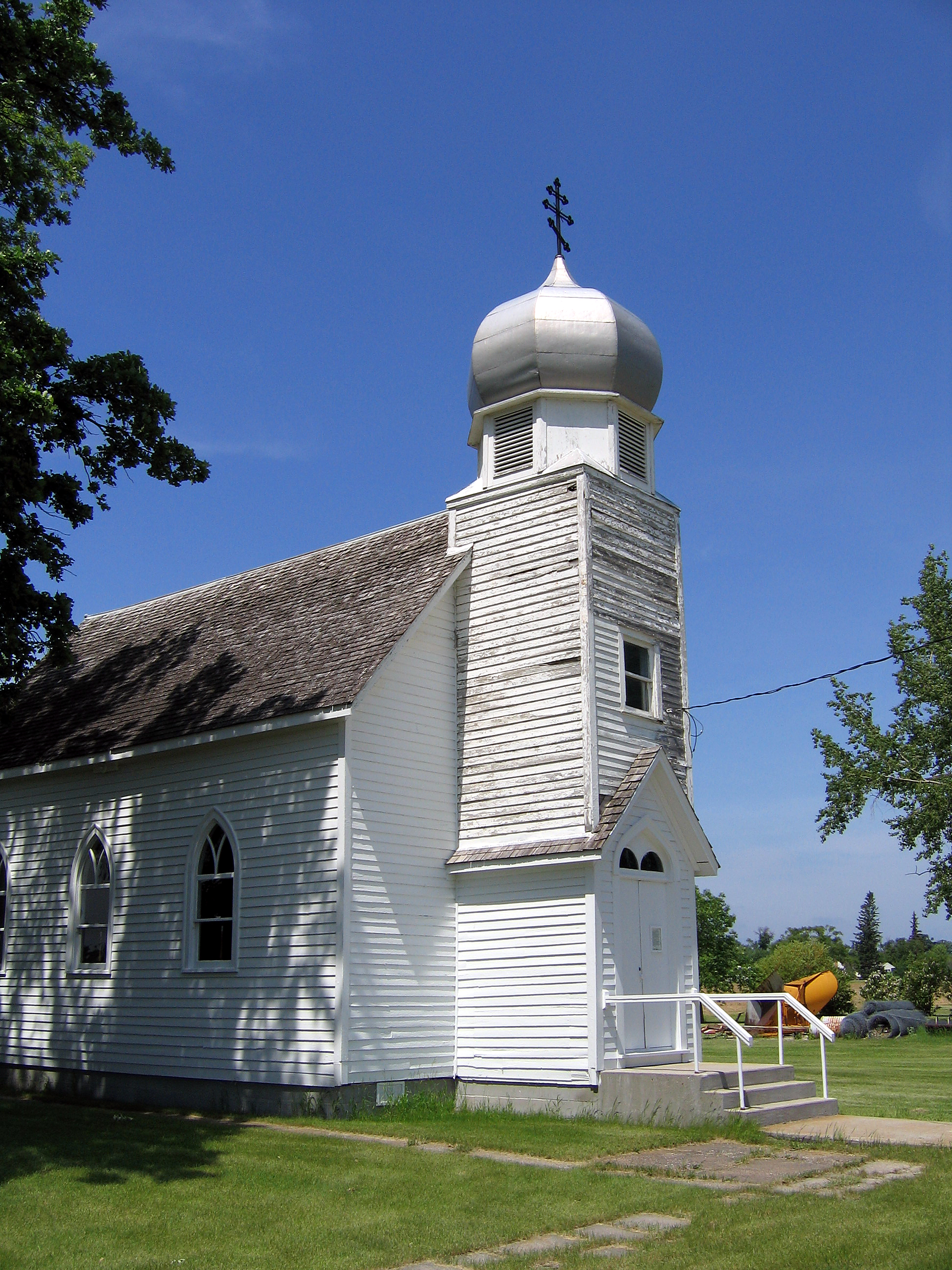
Ukrainian Orthodox Church of St. John

Die Ukrainian Orthodox Church of St. John ist eine ukrainisch-orthodoxe Kirche in Pembina im Pembina County im US-Bundesstaat North Dakota. Sie wurde ursprünglich als evangelisch-lutherische Pfarrkirche errichtet.

## Geschichte
Durch aus Island eingewanderte Lutheraner wurde 1885 in Pembina die Icelandic Lutheran Church errichtet. Durch den Wegzug lutherischer Familien konnte die Gemeinde nicht aufrechterhalten werden, so dass am 4. Juni 1937 das Kirchengebäude an eine ukrainisch-orthodoxe Gemeinde für die Summe von 450 Dollar verkauft wurde. 1957 wurde dem Kirchturm die typische Zwiebelhaube aufgesetzt. 1948, 1950 und 1997 war die Kirche von Überflutungen betroffen. 1987 war die orthodoxe Gemeinde auf nur noch fünf Glieder geschrumpft, die daraufhin beschlossen, die Kirche der Fort Pembina Historical Society zu schenken. Durch Bemühungen dieser Gesellschaft konnte 2008 eine Restaurierung der Kirche abgeschlossen werden.